# Christian Tschelebiew
Christian Tschelebiew (* 1966 in Stuttgart) ist ein deutscher Opern-, Operetten- und Konzertsänger in der (Bassbariton).

## Leben
Christian Tschelebiew studierte an der Hochschule für Musik in Stuttgart bei Wayne Long und Robert Hiller. Er war Ensemblemitglied an der Komischen Oper Berlin, am Staatstheater Mainz sowie in Erfurt und Gießen. Gastverträge führten den Bassisten unter anderem an die Staatstheater seiner Heimat sowie Wiesbaden, Darmstadt und Hannover, ans Nationaltheater Mannheim, an die Opernhäuser von Genua, Catania, Reykjavík, Luzern, St. Gallen, Münster, Hagen, sowie zu den Ludwigsburger Festspielen, zum Schleswig-Holstein-Festival, zum Menuhin-Festival Gstaad und zum Europäischen Musikfest Stuttgart. Er arbeitete mit Regisseuren wie Harry Kupfer, Peter Konwitschny, Willy Decker und Andreas Homoki und mit Dirigenten wie Michail Jurowski, Kirill Petrenko, Jonathan Nott und Wilhelm Keitel.
Nebenbei ist er Sänger und Gitarrist der Band Horseville Rangers.
Seit der Spielzeit 2007/08 ist er Ensemblemitglied am Theater Augsburg.
Am 25. Juli 2010 debütierte er bei den Bayreuther Festspielen in der Produktion Lohengrin.

## Partien
Zu seinen wichtigsten Partien gehören Mozarts Figaro (Le nozze di Figaro), Papageno und Sarastro (Die Zauberflöte), Giovanni und Leporello (Don Giovanni), Rossinis Don Basilio und Bartolo (Il barbiere di Siviglia), Dulcamara (Der Liebestrank), Van Bett (Zar und Zimmermann), Landgraf (Tannhäuser), Zaccharia (Nabucco), Ramphis (Aida), Mephisto (La damnation de Faust), Kaspar (Der Freischütz) und Escamillo (Carmen).